# 世界語言權利宣言
《世界語言權利宣言》（the Universal Declaration of Linguistic Rights），又稱《巴塞羅那宣言》（the Barcelona Declaration），是1996年6月6日至9日於西班牙巴塞羅那舉行的「世界語言權利會議」（the World Conference on Linguistic Rights）結束時通過的宣言。該份宣言支持語言權利，特別是瀕危語言的語言權利。
該次會議由国际笔会倡辦，有一百多個關注語言權利的主管協會、非政府組織及機構參加了會議，联合国教育、科学及文化组织也有派出代表，參加會議及協助籌備因應成立的專家委員會。

## 外部連結
- Universal Declaration of linguistic rights
- 《世界語言權利宣言》的中文譯本
- 語言公平網站-重要的非官方文件 （页面存档备份，存于）
- 世界語言權宣言:全羅台語文與中文對照版Sè-kài gí-giân-khôan Soan-giân （页面存档备份，存于）